# Лаґевники (Познанський повіт)
Лаґевники (пол. Łagiewniki, нім. Lägeldorf) — село в Польщі, у гміні Победзиська Познанського повіту Великопольського воєводства.
Населення — 154 особи (2011).
У 1975-1998 роках село належало до Познанського воєводства.

## Демографія
Демографічна структура станом на 31 березня 2011 року:
|          | Загалом | Допрацездатний вік | Працездатний вік | Постпрацездатний вік |
| -------- | ------- | ------------------ | ---------------- | -------------------- |
| Чоловіки | 73      | 12                 | 53               | 8                    |
| Жінки    | 81      | 16                 | 48               | 17                   |
| Разом    | 154     | 28                 | 101              | 25                   |